# Glenn (California)
Glenn es un área no incorporada ubicada en el condado de Glenn en el estado estadounidense de California.

## Geografía
Glenn se encuentra ubicada en las coordenadas 39°31′19″N 122°0′50″O / 39.52194, -122.01389.